# Adriapalatset

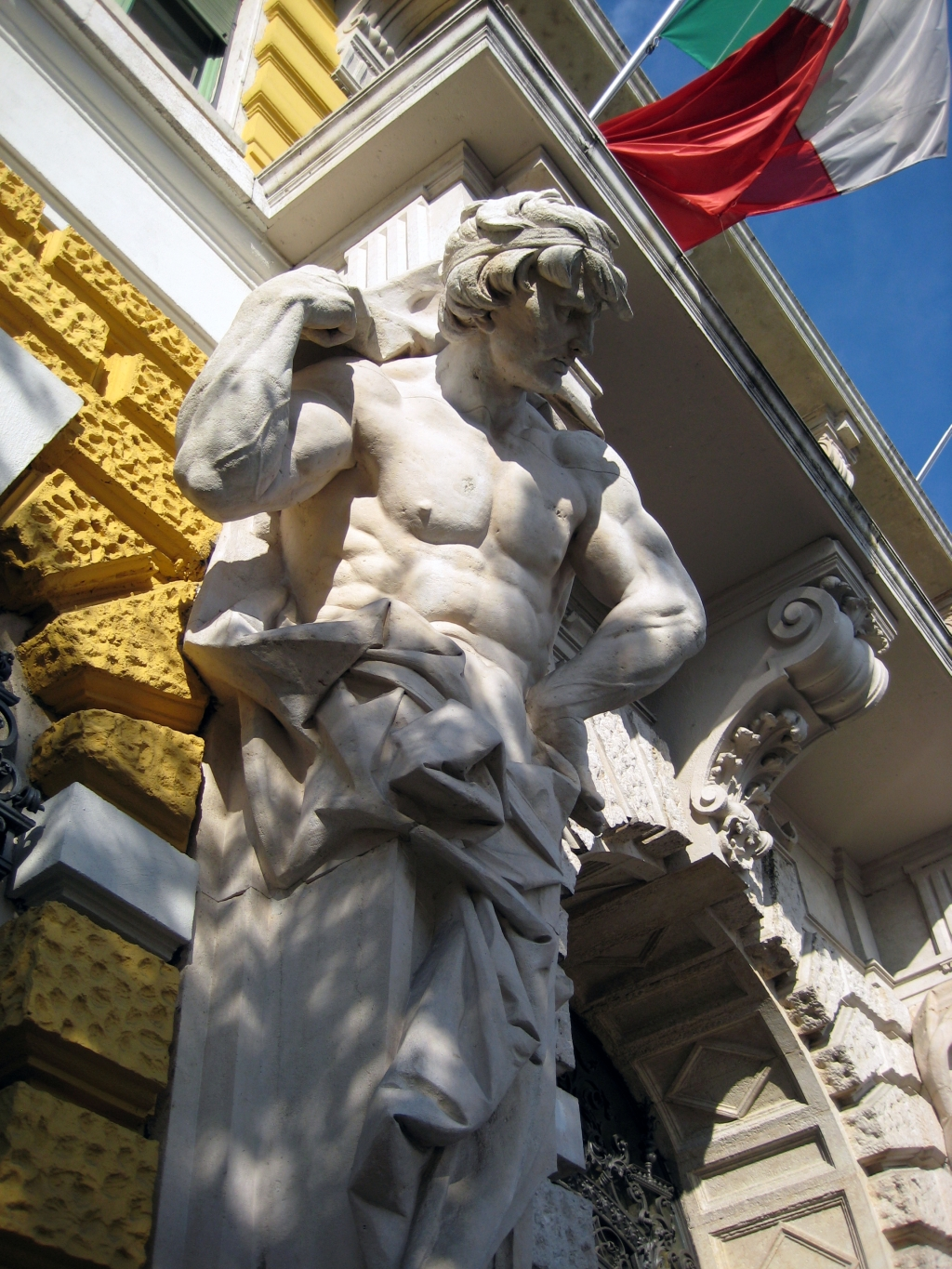
En av titanerna vid huvudentrén (2008).

Adriapalatset (kroatiska: Palača Jadran, italienska: Palazzo Adria) är ett kulturmärkt palats i Rijeka i Kroatien. Palatset uppfördes 1897 i högrenässansstil och ligger centralt, mellan hamnen och Adriatiska torget (Jadranski trg), i Rijeka. Med sin monumentala arkitektur och rikt dekorerade fasad blev byggnaden då den uppfördes en symbol för stadens maritima makt. Idag hyser den bland annat Jadrolinijas huvudkontor och det italienska konsulatet. Adriapalatset är en av Rijekas mest representativa och igenkända byggnader.

## Historia
Sedan Rijeka (dåvarande Fiume), ett corpus separatum inom habsburgska riket, i samband med den österrikisk-ungerska kompromissen 1867 knutits till den ungerska rikshalvan inom Österrike-Ungern ökade den ungerska ekonomiska aktiviteten i staden.
Adriapalatset uppfördes 1897 för det dåvarande ungerskt ägda rederiet Adria. Arbetet finansierades med ungerskt-amerikanskt kapital och den största enskilda finansiären av byggnaden var Pesti Magyar Kereskedelmi Bank (Pest-ungerska kommersiella banken).
År 2007, i samband med byggnadens 110-årsjubileum, genomgick palatset omfattade renoveringsarbeten med syfte att återställa dess forna glans.    

## Arkitektur
Byggnaden är uppförd i högrenässansstil enligt ritningar av den lokala arkitekten Francesco Mattiassi (Franjo Matijašić). De figurala arbetena utfördes av den venetianska skulptören Sebastiano Bonomi. Byggnadens huvudentré som leder till ett atrium ligger mot havsidan och hamnen. På var sida om portalen finns två stycken över tre meter höga skulpturer utarbetade i istrisk sten. Skulpturerna föreställer titaner och tillverkades av Bonomi. Ovanför portalen finns fyra mansskulpturer vars detaljer är svåra att se från marken. Dessa skulpturer är personifikationer av sjömansyrkena kapten, rorsman, maskinist och lots.
På byggnadens norra fasad, mot Adriatiska torget, finns fyra kvinnliga skulpturer stående på kolonner. De fyra kvinnoskulpturerna föreställande en egyptiska, indianska, japanska och en skandinaviska symboliserar de fyra kontinenter som Adria bedrev handel med, nämligen Afrika, Amerika, Asien och Europa.